# Командир отделения

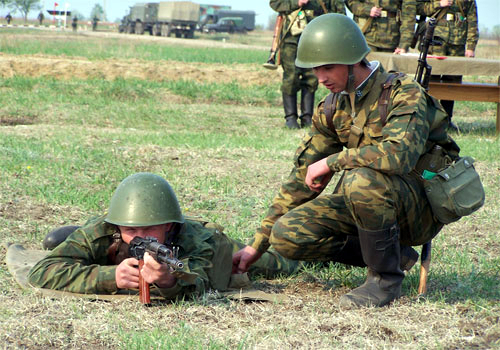
Командир моторизованного стрелкового отделения тренирует рядового стрелка МСВ ВС России, фото Минобороны России.

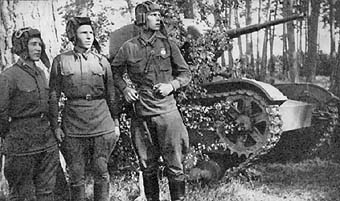
Командир танкового отделения со своим отделением (экипажем танка Т-26).

Командир отделения — командир постоянного формирования (воинская должность, командная должность) вооружённых сил (ВС) многих государств мира.
Является, в некоторых ВС, штатным командиром наименьшего постоянного формирования в некоторых родах войск (сил) видов ВС, спецвойсках (спецслужбах) — отделения — и руководит его действиями в мирное и военное время. Имеет как права, так и обязанности. Также данное словосочетание применяется в просторечии для обозначения каких-либо руководителей. По-немецки — Scharführer (Лидер группы). По-английски — Squad Leader (Лидер группы). В РККА было звание Комот, от должности «Командир отделения». 

## История
Военное дело каждого государства имеет свою систему военного строительства и управления. В данную область воинских знаний входит и система воинских должностей вооружённых сил государства.
В Вооружённых силах России современного периода штатная категория командира типового отделения — сержант.
Типовая воинская должность командира отделения предусмотрена в:
- мотострелковом взводе;
- танковом взводе;
- спасательном взводе;
- стрелковом взводе внутренних войск МВД России;
- ВВС и ПВО.

В мотострелковых и многих других войсках командир отделения командует мотострелковым отделением (мсо) — подразделением в 8—10 человек.
В танковых войсках командир танкового отделения является командиром боевой машины (танка, экипажа).
В артиллерии — командир орудийного расчёта, экипажа самоходной артиллерийской установки.
Также в РККА в 1918—1940 годы существовала категория военнослужащих командир отделения.
В Вооружённых силах некоторых других государств эту должность занимают военнослужащие в звании капрала.
Командир отделения подчиняется командиру взвода и заместителю (помощнику) командира взвода.

## Оклад

### Россия
Оклад по типовой воинской должности командир отделения: в мотострелковом (танковом, спасательном) взводе ВС России, в стрелковом взводе внутренних войск МВД России равен 15 000 рублей.

## Обязанности КО ВС России
152. Командир отделения в мирное и военное время отвечает:
- за успешное выполнение отделением боевых задач;
- за обучение, воспитание, воинскую дисциплину и морально-психологическое состояние, строевую выправку и внешний вид подчиненных;
- за правильное использование и сбережение вооружения, военной техники, снаряжения, обмундирования, обуви и за содержание их в порядке и исправности.

Он подчиняется командиру взвода и его заместителю (старшине команды) и является непосредственным начальником личного состава отделения.

153. Командир отделения обязан:
- обучать и воспитывать солдат (матросов) отделения, а при выполнении боевых задач — умело командовать отделением;
- знать фамилию, имя, отчество, год рождения, национальность, личные качества, род занятий до военной службы, семейное положение, успехи и недостатки в боевой подготовке каждого подчиненного;
- следить за выполнением распорядка дня, чистотой и внутренним порядком в отделении, требовать соблюдения подчиненными воинской дисциплины;
- знать материальную часть, правила эксплуатации оружия, военной техники и другого имущества отделения, следить за их наличием, ежедневно осматривать и содержать в порядке и исправности;
- прививать солдатам (матросам) отделения уважение к службе, а также бережное отношение к своему оружию и военной технике;
- вырабатывать у солдат (матросов) отделения строевую выправку и физическую выносливость;
- заботиться о подчиненных и вникать в их нужды;
- следить за опрятностью, исправностью обмундирования и обуви подчиненных, правильной подгонкой снаряжения, соблюдением ими правил личной и общественной гигиены, ношения военной формы одежды;
- ежедневно следить за чистотой обуви, обмундирования и просушкой портянок, носков, а также за своевременной починкой обуви и обмундирования;
- следить, чтобы после стрельб и занятий у подчиненных не оставалось боевых и холостых патронов, гранат, запалов и взрывчатых веществ;
- докладывать заместителю командира взвода (старшине команды) о всех заболевших, о жалобах и просьбах подчиненных, об их проступках и принятых мерах по их предупреждению, о поощрениях и наложенных на них дисциплинарных взысканиях, а также о случаях утери или неисправности вооружения и других материальных средств;
- постоянно знать, где находятся и что делают подчиненные.— УВС ВС России, 1993 г..